# Hemiliterna amoena
Hemiliterna amoena is een halfvleugelig insect uit de familie schuimcicaden (Cercopidae). De wetenschappelijke naam van deze soort is voor het eerst geldig gepubliceerd in 1949 door Lallemand.